# Charles Fillingham Coxwell
Charles Fillingham Coxwell (auch C. Fillingham Coxwell; * 1856 in Annonay, Frankreich; † 1940) war ein weitgereister literarischer Übersetzer und Folklorist. Er übersetzte aus dem Russischen und Deutschen.
Er heiratete Louise Dumaresq Blake am 10. November 1888 in New York, USA. Sie emigrierten nach New South Wales in Australien.
Sein bekanntestes Werk ist Siberian and other Folk-Tales, worin er sibirische und andere Volkserzählungen, insbesondere der kleineren Ethnien des Russischen Kaiserreiches, überwiegend aus dem Russischen übersetzt. Er hatte Russland während des Ersten Weltkriegs bereist, weitere Recherchereisen für dieses Buch führten ihn nach Berlin, Leipzig, Warschau und Wilna. Er stützte sich auf das Material der besten ethnographischen Arbeiten: von Matthias Alexander Castrén, Wilhelm Radloff, Wassili Iwanowitsch Werbizki, Serafim Patkanow, Bernhard Jülg, Waldemar Bogoras, Waldemar Jochelson, Lew Sternberg, Wsewolod Fjodorowitsch Miller und Dmitri Konstantinowitsch Selenin, um nur einige zu nennen.
Aus dem Deutschen übersetzte er Goethes Faust (Teil I) und deutsche Gedichte ins Englische.

## Werke (Auswahl)
- Russian Poems. Translated with notes, London, Daniel 1929
- Siberian and other Folk-Tales. Primitive Literature of the Empire of the Tsars, Collected and Translated, with an Introduction and Notes, London, Daniel 1925
- German Poetry, Translated into English in the original metres, London, Daniel.  1938
- Goethe’s Tragedy of Faust, Translated with notes and a life of Goethe, London, Daniel 1932
- Through Russia in War-time, London, T. Fisher Unwin 1917